# Maria del Carme Nicolau Massó
Maria de Carme Nicolau Massó, también conocida como Elsa Bernhard, Elisenda Mont-Clar –o Montclar–, Narcís Blau, Margarida Jordà, Florelle (Barcelona, 1901 - 20 de noviembre de 1990) fue una escritora, periodista, traductora española.

## Biografía
De familia acomodada venida a menos, esta poetisa, narradora, autora de literatura infantil, traductora, periodista y publicista tuvo la formación característica de las hijas de la burguesía catalana de principios del siglo XX. El dominio de la lengua francesa no solo le permitió ganarse la vida (dando clases en la Escuela Suiza, por ejemplo), sino que resultó fundamental para su profesionalización cultural en los espacios de la literatura popular y de consumo en catalán de los años veinte y treinta, de los cuales es una figura destacada.
Maria de Carme Nicolau comenzó su carrera literaria en publicaciones juveniles y, poco después, empezó a obtener premios en juegos florales. De 1926 en adelante, su actividad escrita se concentró en La mujer catalana, exponente simultáneo tanto del empujón cultural del momento (fruto de la reacción contra la represión de la Dictadura de Primo de Rivera) cómo de la centralidad que estaba adquiriendo el colectivo femenino en el proceso de normalización y modernización de las letras catalanas. La autora fue nombrada redactora de esta revista en 1929, y se acabó convirtiendo en una de sus figuras principales; lo que se demuestra tanto sus ascensos a redactora jefe y, ya durante la Guerra Civil, a directora, como por el hecho que publicara más de setecientos textos. Responsable de secciones fijas como «Glosas del día» (1929-1933) o «pasando» (1930-1933), no paró de firmar poemas, prosas, cuentos, traducciones, comentarios y artículos de actualidad (sobre política, sociedad, cultura y literatura), entrevistas y encuestas, consejos de belleza... en que, si bien tocaba cualquier tema, la condición de la mujer y aquello que lo afectaba fue un aspecto central. A la vez, fue una de las principales firmas de la colección Biblioteca La Dona Catalana, a la cual dio novelas originales y numerosas traducciones -unas y otras, adscritas al género rosa.
En paralelo con esta producción, colaboró en otros periódicos (Mirador, La Nave, Diario de Sabadell, etc.) e hizo conferencias en el marco de un compromiso político doble: feminista y catalanista radical. El 1932, así mismo, había entrado a trabajar a Radio Barcelona, donde se encargó del espacio matinal La palabra. Fiel al bando republicano, durante el conflicto armado siguió participando activamente en la vida cultural (entre otras cosas, fundó y dirigir la colección "La Novela Femenina" con Aurora Bertrana). El 1938 se trasladó a Bellver de Cerdaña para tener su hija (fruto de la relación con el periodista Josep Sarañana i Sedó) y posteriormente se exilió en Francia, donde se vinculó a escritores e intelectuales como Josep M. Lladó y Pau Casals. A la cabeza de unos tres años, visto el desarrollo de la Segunda Guerra Mundial (y descartada la posibilidad de ir a México), volvió a Barcelona.
Represaliada políticamente en un principio –lo que la obligó a sobrevivir como pudo–, a finales de los años cuarenta pudo reincorporarse a la radio. A partir de los cincuenta, colaboró en revistas de Perpiñán, donde se ganó nuevos reconocimientos literarios (entre los cuales resalta el grado de Mestra en Gai Saber), y publicó varias traducciones y obras en castellano (en buena medida gracias a su amistad con Miquel Arimany). Parece que también hizo algunas tentativas teatrales como actriz aficionada y en calidad de autora.
Una vez jubilada de Radio Barcelona, trabajó a tiempo parcial en el Archivo Histórico de la Ciudad durante unos cinco años. Una fractura de cadera la dejó imposibilitada cuando se encontraba al umbral de la octogésima. Su muerte el 1990, después de años de inactividad literariocultural, tuvo muy poco eco.